# Emilio Estevez
Emilio Estévez (* 12. května 1962 New York) je americký herec, filmový režisér, scenárista a producent.
Je bratrem herce Charlieho Sheena a synem herce Martina Sheena. Svou kariéru začal v 80. letech 20. století ve filmech The Breakfast Club, St. Elmo's Fire, a Ztracenci (orig. The Outsiders). Známé jsou také jeho role ve filmech Repo Man, The Mighty Ducks, Stakeout, Another Stakeout, Maximum Overdrive, Bobby (který i napsal a režíroval), a jeho herecké výkony ve westernech jako Mladé pušky (Young Guns) a sequel Young Guns II.